# F-15E Strike Eagle
F-15E Strike Eagle este un avion de luptă multirol modern al USAF, proiectat pentru a ataca ținte inamice la sol adânc în spatele liniilor inamice. Este o versiune aer-sol a avionului de vânătoare F-15 Eagle. El și-a demonstrat valoarea în operațiuni ca Operațiunea Furtună în deșert și Operațiunea Forțele Aliate, distrugând alte avioane și sprijinind trupele de la sol. F-15E Strike Eagle se poate distinge de celelalte variante ale avionului F-15 datorită camuflajului întunecat, precum și rezervoarelor de carburant montate langă rampele de admisie.